# Isidro Teixeira Vasconcelos
Isidro Teixeira Vasconcelos (Viçosa, 4 de junho de 1886 — Rio de Janeiro, 1º de março de 1941]]) foi um político brasileiro. Exerceu o mandato de deputado federal constituinte por Alagoas em 1934.